# لكزس آي إس إف
لكزس آي إس إف (بالإنجليزية: Lexus IS-F) هي نسخة عالية الأداء من الطراز الرياضي الفارهة لكزس آي إس.
تعتبر آي إس إف هي الطراز الأول لخط إنتاج علامة إف لسيارات الأداء العالي من لكزس. تم تقديم آي إس إف للمرة الأولى عام 2007م بمعرض أمريكا الشمالية الدولي للسيارات. تقدم السيارة حجماً أكبر ومحركاً أقوى من طرازات آي إس القياسية، كما تم تطوير نظام التعليق والفرامل وتدعيمات تصميم الجسم وبعض التعديلات الأخرى. بدأ بيع السيارة في أواخر عام 2007م باليابان وبأوائل 2008م بأمريكا الشمالية وبـ 2008م بأوروبا.
الهيكل فيها مدمج من مخلوط ألومنيوم وفولاذ فائق الصلابة باستخدام تقنية اللحام المقوى بالغراء الصناعي، لتعزيز الصلابة وتقليل الاهتزازات، مع سبويلر خلفي ثابت يعطي داون فورس بسيط. المحرك يستخدم نظام توقيت متغير للصمامات كهربائي على جانب السحب وآخر ميكانيكي على العادم، مما يساعد في استجابة المحرك وكفاءة الاحتراق، وغطاء الصمامات مصنوع من مغنيسيوم لتقليل الوزن، مع رشاشات بنزين متعددة الفوهات لتحسين الاحتراق. العادم فيه صمامات متغيرة تعطي صوت رياضي قوي في وضع السبورت وهادئ في الوضع العادي، والأنابيب مصممة لتقليل الاضطرابات الهوائية. التعليق الأمامي ذراعين متوازيين مزدوجين، محسّن مع قطع مطاطية متطورة تعطي توازن بين الراحة والثبات، والتوجيه كهربائي مدعوم مع استجابة متغيرة حسب سرعة السيارة لتعطيك تحكم رياضي أو راحة حسب الوضع. نظام التبريد قوي مع رادياتير كبير، مضخة مياه عالية الأداء، وقنوات تبريد فرامل موجهة في الصدام الأمامي. داخل السيارة مقاعد رياضية مغطاة بالألكنتارا والجلد مع دعم جانبي ممتاز، وشاشة تعرض معلومات مثل ضغط الشحن وحرارة الزيت وG-force. هذا المحرك كان ثمرة 4 سنوات تطوير بالتعاون بين تويوتا وياماها، ويعتبر أول محرك V8 طبيعي بالكامل في فئة السيدان الرياضية لكزس.
نظام التبريد في السيارة متطور، حيث يوجد قنوات خاصة لتبريد زيت المحرك وزيت ناقل الحركة، وهذا يقلل من ارتفاع درجة الحرارة في الظروف القاسية، داخل المقصورة، كل زر وكل شاشة مصممة بحرفية عالية لتكون سهلة الاستخدام خلال القيادة السريعة، مع مقاعد داعمة جدًا لراحة السائق في الرحلات الطويلة والقيادة الرياضية
الأداء:
التسارع من صفر إلى مائتين كم/س يصلها بـ17.5-18 ثوانٍ حسب ظروف الطريق والطقس
التسارع من مئة الى مائتين كم/س بـ11 ثانية تقريباً، وهذا يوضح قوة المحرك بالدورات العالية
مسافة التوقف من 100كم/س الى التوقف الكامل تتراوح بين 36-34 متر وحذا يعتمد على حالة الإطارات والفرامل لاكن الفرامل ذات الست مكابس من بريمبو تعطي أداء ممتاز في التباطؤ
السرعة القصوى 270كم/س ولاكن البعض يرصد أرقاماً قياسية مثلاً 275كم/س
هذه الأرقام حقيقة مأخوذة من تجارب حقيقية وتقارير اختبارية، يعني مش مجرد أرقام مصنع، وهذا يعطيك صورة أدق عن أداء آي إس إف بالواقع
والسيارة قابلة للتعديل للتتعدى الأرقام الحقيقية البعض يسجل أرقاماً تصل الى 650 حصان بالكفر وسرعة تصل 300كم/س والتسارع يصل 3.5 ثوانٍ فأفضل

## تاريخ
قامت عدة وسائل للنشر عام 2006م بالنشر عن شائعات عن اختبارات تقام على نسخة معدلة من طراز آي إس، تم نشر بعض الصور التجسسية للسيارة أثناء اختبارها بألمانيا وبكاليفورنيا بالولايات المتحدة بعدد من المجلات ومواقع الإنترنت. علاوة على هذه الصور، تم عرض صور لسيارة من طراز آي إس مموهه ومعدلة بشدة في مضمار اختبار بألمانيا بالإضافة لسيارات اختبار أخرى من لكزس. كانت النسخة الاختيارية من الجيل السابق آي إس 430 دلالة على سيارات مستقبلية من طراز آي إس وإمكانية تزويدها بمحرك (V8).
أكدت لكزس رسمياً وجود سيارة أطلقوا عليها آي إس إف بالبيان الصحفي. تم تقديم السيارة للعامة في 8 يناير عام 2007م بمعرض أمريكا الشمالية الدولي للسيارات. تم تسريب بعض الصور قبل ساعتين من الإعلان الرسمي عن السيارة وقد صرحت لكزس بأن فريق (سكنك وركس) المنفصل هو من صمم طراز آي إس إف بأسلوب متميز تبعاً لجهود هندسة لكزس. وكان رئيس مصممي آي إس إف يوكيهيكو ياجوتشيهو من صمم طراز تويوتا سوبرا السابق.

## خصائص

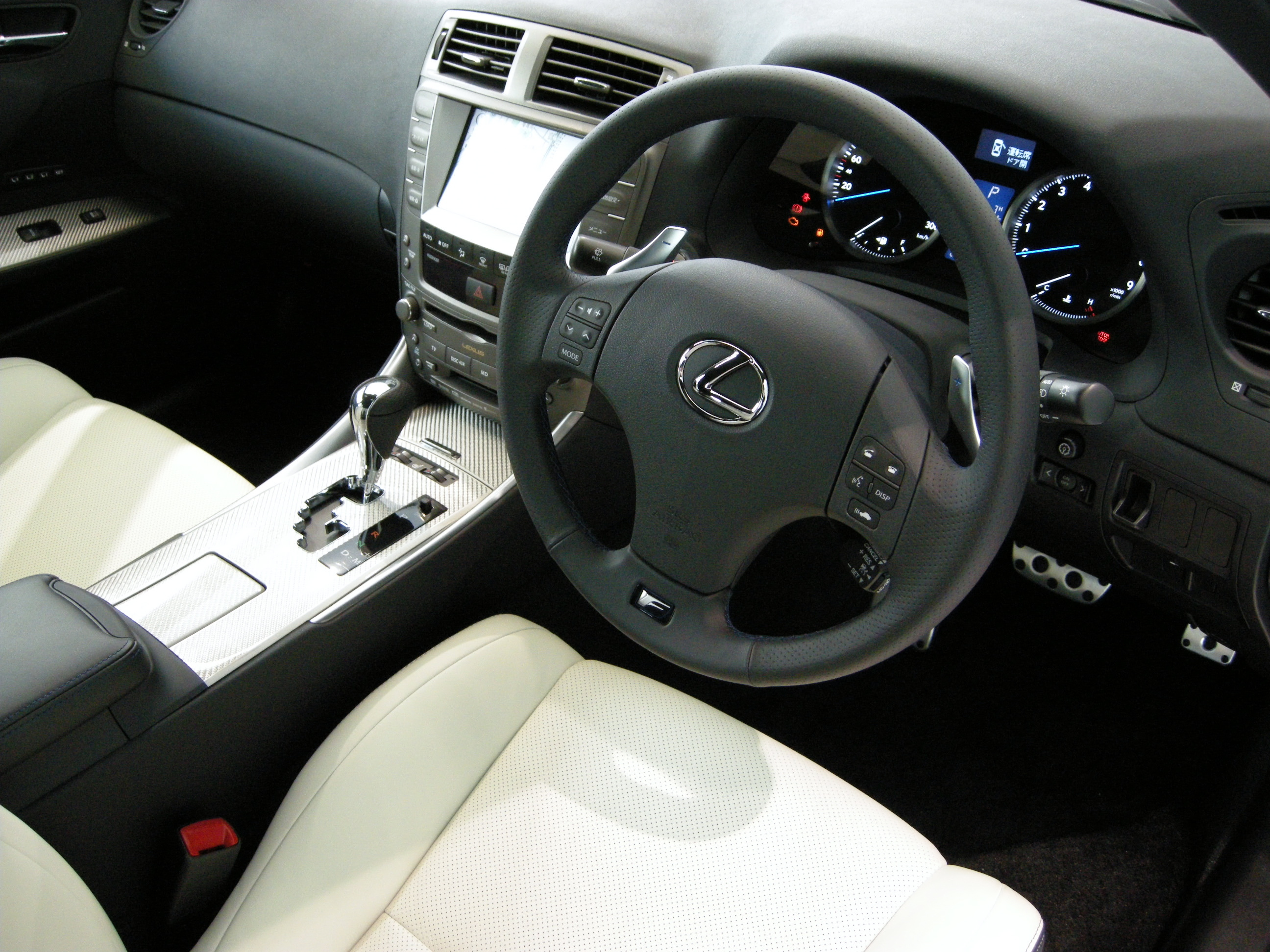
المقصورة الداخلية لـ آي إس إف

تم تزويد السيارة بمحرك (V8) من 5 لترات ذو حقن مباشر منتجاً قوة تصل لـ 416 حصان عند 6600 ل/د وعزم 503 نم عند 5200ل/د.
تم تزويد آي إس إف بناقل حركة آلي من 8 سرعات مع النقل المتسلسل (النقل الرياضي المباشر)، كما تم تزويدها بإصدار لكزس الرياضي الجديد من نظام التحكم الإليكتروني في الثبات. تم استخدام فرامل من نوع بريمبو ملصقاً عليها شعار لكزس، مع جنوط 19 بوصة من الألومينيوم من نوع بي بي إس.

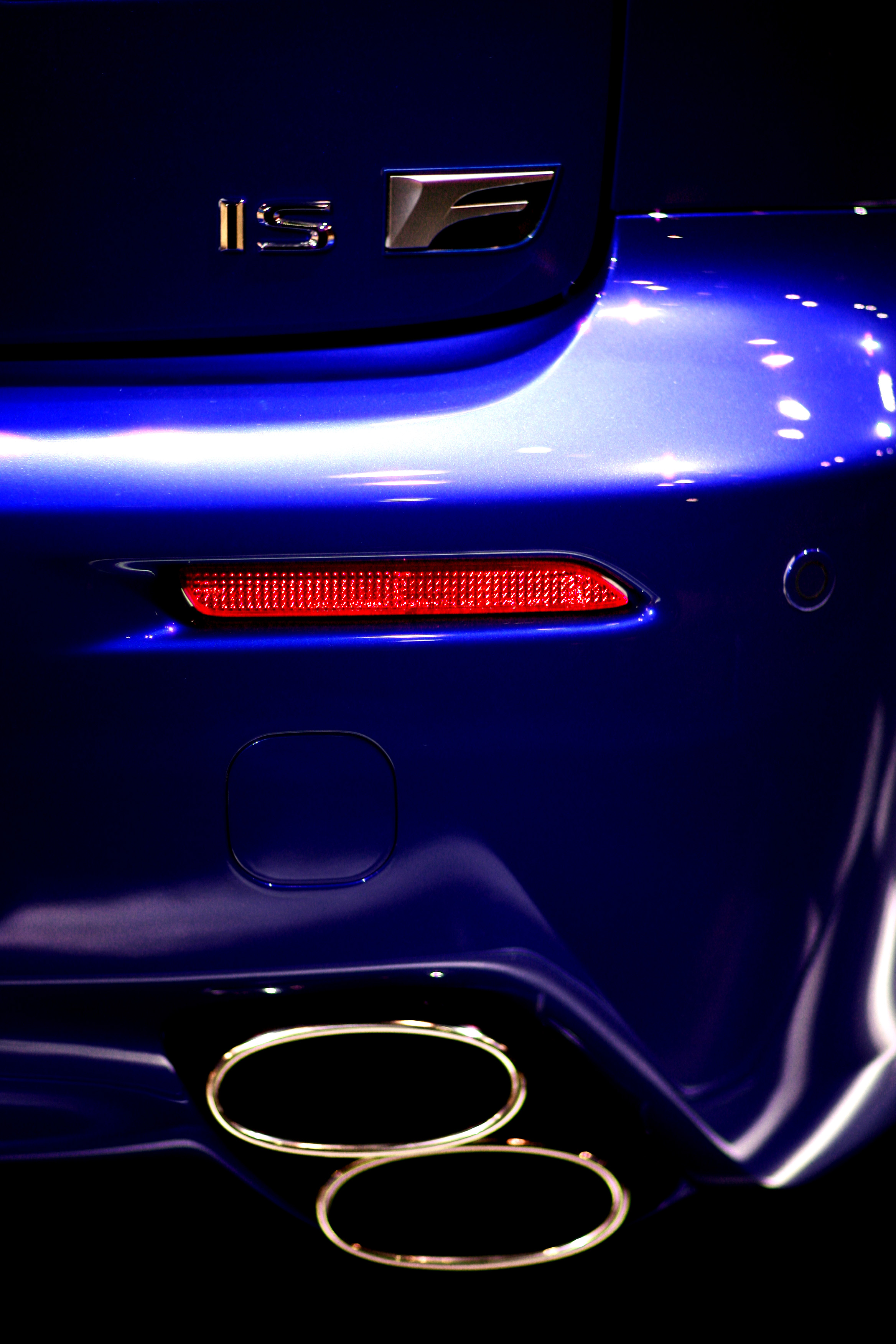
مخرج العادم الرباعي

تكونت مقصورة الركاب من 4 مقاعد مع ألواح من ألياف الكربون، كما مجاذيف نقل الحركة بعجلة القيادة. تم خفض جسم السيارة بحوالي 1 سم عن الطراز القياسي. ومن أكثر التعديلات الملحوظة على طراز آي إس إف هو مخرج العادم الرباعي المزيف والذي يتكون من أنبوبين متداخلين عمودياً على كل جانب من السيارة والذين لا يتصلا مع مخارج العادم الحقيقية (جزء من المصد الخلفي).

## الأداء

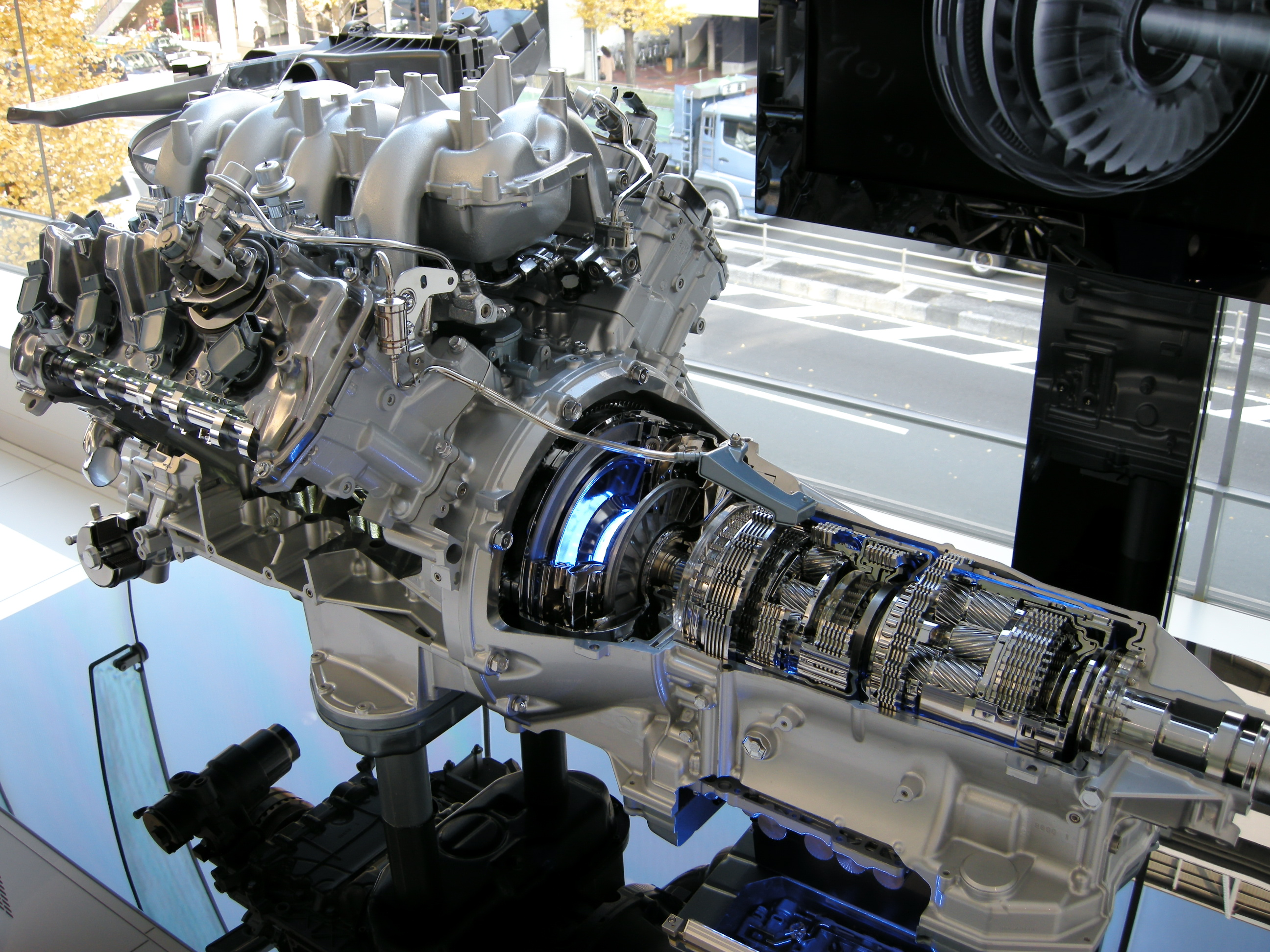
المحرك وناقل الحركة في آي إس إف

قامت مجلة رود آند تراك الأمريكية والمختصية بعالم السيارات باختبار آي إس إف في يناير 2008م فبلغ تسارعها من الصفر إلى 60 ميل/ساعة (97 كم/س) حوالي 4.4 ثانية وبسرعة قصوى محددة إليكترونياً بلغت 270كم/س.

## الإنتاج
تم تقديمها باليابان في أكتوبر عام 2007م بهدف بيع 500 وحدة سنوياً وبهدف من 5000 إلى 6000 وحدة سنوياً بالولايات المتحدة الأمريكية و 150 بالمملكة المتحدة.